# Pietro Vigo
Pietro Vigo (Livorno, 15 febbraio 1856 – Livorno, 4 ottobre 1918) è stato uno scrittore e storico italiano.

## Biografia
Il padre, Francesco Vigo (Livorno 1818 - Livorno 1889), fu un editore livornese, premiato in varie mostre internazionali, noto non solo per le sue edizioni di testi di autori moderni (tra i quali Carducci), ma anche per le ristampe di testi antichi.
Oltre a collaborare nella tipografia paterna, Pietro fu studente a Pisa e insegnante presso l'Accademia navale, l'Istituto tecnico e varie scuole della città natale.
Scrittore prolifico, si dedicò principalmente allo studio della storia di Livorno, campo nel quale può considerarsi il maggior cultore, ma non trascurò gli studi letterari, in particolar modo quelli danteschi  e paleografici.
Compilò, inoltre, una storia degli ultimi trenta anni del XIX secolo, (dal 1871 al 1900), pubblicata dai Fratelli Treves in sette volumi, ispirata al modello degli Annali d'Italia di Ludovico Antonio Muratori. Produsse anche testi di critica letteraria e manuali scolastici.
Nel 1879 si sposò con la signorina Lori Beghe e per l'occasione fu stampato un libretto dedicato agli sposi.
Dal 1888 si occupò della fondazione di un archivio sulla storia livornese, su invito del sindaco di Livorno Nicola Costella, aperto nel 1899, e del quale fu direttore. La sua ambizione lo portò a raccogliere anche i fondi archivistici della Provincia per arrivare alla costituzione di un archivio storico cittadino che potesse divenire un giorno un Archivio di Stato.
Fervente cattolico e membro dell'Ordine francescano secolare, fu socio della organizzazione caritativa San Vincenzo de' Paoli, presidente della Pia opera per la salvezza della gioventù, primo consigliere e governatore dell'Arciconfraternita di Santa Giulia.
Fu insignito delle decorazioni di cavaliere mauriziano e della Corona d'Italia.
Colpito da una grave malattia, nel 1916 a sessant'anni, fu costretto a lasciare i suoi impegni. Morì due anni dopo, nella città natale, il 4 ottobre 1918.

## Opere (parziale)
- Le danze macabre in Italia, Livorno, Vigo, 1878.
- Uguccione della Faggiuola potestà di Pisa e di Lucca (1313-1316), Monografia storica, Livorno, Vigo, 1879.
- Delle rime di fra' Guittone d'Arezzo, Livorno, Tipografia di F. Vigo, 1879.
- I giudizi di Dio nell'antichità. Saggio, Livorno, Stabilimento tipo-lit. di Gius. Meucci, 1880.
- La festa dell'Assunta in Pisa nel secolo XIV, Roma, Tipografia di Roma del cav. A. Befani, 1882.
- Francesco Ricciardi da Pistoia detto Ceccodèa. Ricordi storici dal 1494 al 1550, Bologna, presso Gaetano Romagnoli, 1882.
- Carlo V in Siena nell'aprile del 1536. Relazione di un contemporaneo, Bologna, presso Gaetano Romagnoli, 1884.
- Statuto inedito dell'Arte degli speziali in Pisa nel secolo XV, Bologna, presso Gaetano Romagnoli, 1885.
- Disegno della storia del Medio evo, Livorno, coi tipi di F. Vigo, 1886.
- Manuale di cronologia teorica scritto ad uso delle scuole, Livorno, coi tipi di F. Vigo, 1886.
- Una confraternita di giovanetti pistoiesi a principio del secolo XVI. Compagnia della purità. Cronachetta inedita, Bologna, presso Romagnoli Dall'Acqua, 1887.
- L'architetto Giovanni di Lapo e il Duomo di Firenze, Livorno, dalla tipografia di Francesco Vigo, 1887.
- Genealogia storica ad uso delle scuole secondarie, Livorno, coi tipi di Francesco Vigo, 1888.
- Statuti e provvisioni del Castello e Comune di Livorno (1421-1581) con altri documenti inediti del secolo XV, Livorno, Francesco Vigo, 1892.
- Montenero. Guida storico artistico descrittiva con appendice di documenti inediti, con ottanta incisioni, Livorno, Tipografia Gius. Fabbreschi, 1902.
- L'Ospedale di S. Antonio in Livorno e le sue fasi fino ad oggi, Livorno, S. Belforte Editore, 1908.
- Annali d'Italia. Storia degli ultimi trent'anni del secolo XIX, 7 voll., Milano, Fratelli Treves, 1908-1935.